# Bệnh tằm do virus
Bệnh tằm do virus (còn gọi bệnh bủng hay bệnh nghệ) xảy ra khi tằm bị nhiễm virus.

## Triệu chứng
Tằm nhỏ da căng phồng, trốn ngủ. Tằm lớn đốt căng phồng, có màu trắng nhờ, nếu là tằm kén vàng thì có màu vàng nghệ hay bò lên cạp nong. Tằm bò đến đến đâu nước chảy đến đó. Nếu mắc bệnh ở cuối tuần 5 thì kén sẽ mỏng, tằm chưa hoá nhộng đã chết.

## Nguyên nhân và đường lây nhiễm
- Nguyên nhân: do virus có sẵn trong cơ thể tằm và ngoài môi trường, gây ra khi gặp điều kiện thời tiết thay đổi đột ngột.
- Đường lây nhiễm: chủ yếu qua đường tiêu hoá (khi tằm ăn phải lá dâu bị hấp hơi hoặc ôi, héo). Ngoài ra bệnh còn bị nhiễm qua vết thương trên da tằm.

## Biện pháp phòng trừ
Thông gió cho nhà nuôi tằm thoáng và đóng cửa kịp thời khi thời tiết thay đổi. Trước và sau lứa tằm cần khử trùng bằng nước vôi trong hoặc foocmol. Cho ăn lá dâu tươi ngon, khi phát hiện tằm bị bệnh cần thay phân kịp thời và xử lý tằm đậy bằng vôi bột, loại bỏ tằm bệnh. Cách ly tằm bệnh và tằm khoẻ mạnh. Vệ sinh và khử trùng khu vực nuôi tằm và dụng cụ nuôi tằm.